# Diploglossus pleii
Diploglossus pleii är en ödleart som beskrevs av Duméril och Bibron 1839. Diploglossus pleii ingår i släktet Diploglossus och familjen kopparödlor. Inga underarter finns listade i Catalogue of Life.
Arten förekommer i Puerto Rico. Honor lägger inga ägg utan föder levande ungar.